# Алена Проскова
Алена Проскова (чеш. Alena Prosková; Плзењ, 29. април 1948), удата Плишке, бивша је чешка атлетичарка.

## Биографија
Рођена је 29. априла 1948. у Плзењу. Првобитно се бавила пливањем, гимнастиком и уметничким клизањем, а 1962. се уписала у атлетски тим Спартак Бори. Највећи успех у каријери је остварила 1966. године на Европском првенству у атлетици за јуниоре, где је освојила златну медаљу. Године 1971. се квалификовала за Европско првенство у дворани, где је у финалу заузела седмо место. Годину дана касније је поново заузела седмо место на Европском првенству у дворани.  
Исте године је наступила на Летњим олимпијским играма где је у финалу завршила на осамнаестом месту. Њен лични рекорд је висина од 184 центиметара. 
Њен супруг је бивши тренер Лубомир Плишке, са којим је емигрирала у Инзбрук 1982. године. Ћерку Силвију су добили 20. јула 1977, која је касније постала професионална тенисерка и олимпијка.